# Model ricardiański
Model ricardiański – model handlu międzynarodowego, w którym o kierunkach wymiany decyduje poziom stosowanej techniki. Miernikiem poziomu stosowanej techniki produkcji jest wydajność pracy. Im mniejsze zużycie pracy (mierzonej w godz. na jednostkę produktu), tym wyższy jest poziom techniki.